# Le Déjeuner dans l'atelier
Le Déjeuner dans l'atelier est un tableau réalisé par Édouard Manet en 1868 et présenté au Salon de Paris de 1869. Le peintre y fait notamment figurer son fils, Léon Koëlla-Leenhoff et son ami peintre Joseph-Auguste Rousselin. Il est visible à la Neue Pinakothek de Munich.

## Description
La toile a été réalisée à l’appartement familial de Boulogne-sur-Mer, où les Manet passaient l’été. Le tableau résume parfaitement l’œuvre de Manet en ce qu’elle a parfois de bizarre ou d’absurde grâce à un rassemblement d’éléments totalement hétéroclites : trois personnages indifférents les uns aux autres, un repas mêlant huîtres et café, des armes et des accessoires de combat, sans oublier bien sûr la présence de l’incontournable chat noir, qui, depuis Olympia, symbolise Manet aux yeux des critiques.